# Botsi
Botsi (en rus: Боций) és un poble de la República de Buriàtia, a Rússia, segons el cens del 2010 tenia 550 habitants.